# Trevor Evans (político)
Trevor Mark Evans (Tweed, Nueva Gales del Sur, Australia, 28 de agosto de 1981) es un ex-político australiano que fue miembro de la Cámara de Representantes de Australia desde la elecciones federales de 2016, representando a Brisbane. Es miembro del Partido Nacional Liberal de Queensland, y cercano al Partido Liberal en el parlamento federal. Evans sirvió como Ministro Asistente para la Reducción de Residuos y en la Administración Medioambiental en el gobierno de Morrison desde mayo de 2019 hasta mayo de 2022, nombrado por el ministro Anthony Albanese.

## Primeros años
Evans nació el 28 de agosto de 1981 en Tweed Cabezas, Nueva Gales del Sur. Es uno de los cuatro hijos de Norma y Carol Evans. Fue educado en escuelas del gobierno en Mitcham, Victoria; Elimbah, Queensland; y Beerwah, Queensland. Evans se graduó como Bachiller de Economía y Bachiller de Leyes (graduado con honores) De la Universidad de Queensland. Fue el primer miembro de su familia en volverse universitario.

## Vida profesional
Evans fue investigador para la Comisión Australiana de la Competencia y del Consumidor desde 2004 hasta 2007, economista para la Autoridad de Competencia de Queensland de 2008 a 2009, jefe de personal del entonces Ministro para la Salud Peter Dutton en 2010, y economista de Seqwater desde 2011 al 2012. Antes de su elección en 2016, Evans se desempeñaba como el jefe ejecutivo de la Asociación Minorista Nacional de 2012.

## Carrera como parlamentario
En 2016, Evans fue preseleccionado como el candidato del Partido Liberal Nacional por Brisbane, reemplazando a la retirada Teresa Gambaro. La contienda de Brisbane en 2016 fue la primera vez donde los partidos importantes pusieron abiertamente a dos candidatos gais en una sola elección: Evans y su adversario Laborista, Pat O'Neill.
Evans retuvo Brisbane para el PNL en las elecciones federales de 2016 y fue reelegido en las de 2019. Fue nombrado posteriormente Ministro asistente de la Administración Medioambiental para la Reducción de Residuos en el segundo gobierno de Morrison, debajo de la Ministra de Ambiente Sussan Ley y se mantuvo en esta posición hasta mayo de 2022, siguiendo el llamamiento del ministro Albanese.

### Posiciones políticas
Evans es miembro activo de la facción Liberal Moderada del Partido Liberal.
Evans se opuso a la Encuesta Postal sobre la Ley de Matrimonio de Australia, una política del Gobierno de Turnbull, abogando porque el tema sobre el matrimonio entre personas del mismo sexo sea debatido directamente en el parlamento.

## Vida personal
Evans anunció su compromiso con el obstetra Roger Martin en 2021. Es el primer parlamentario federal de Queensland abiertamente gay. Tiene una border collie llamada Bella.